# 미술

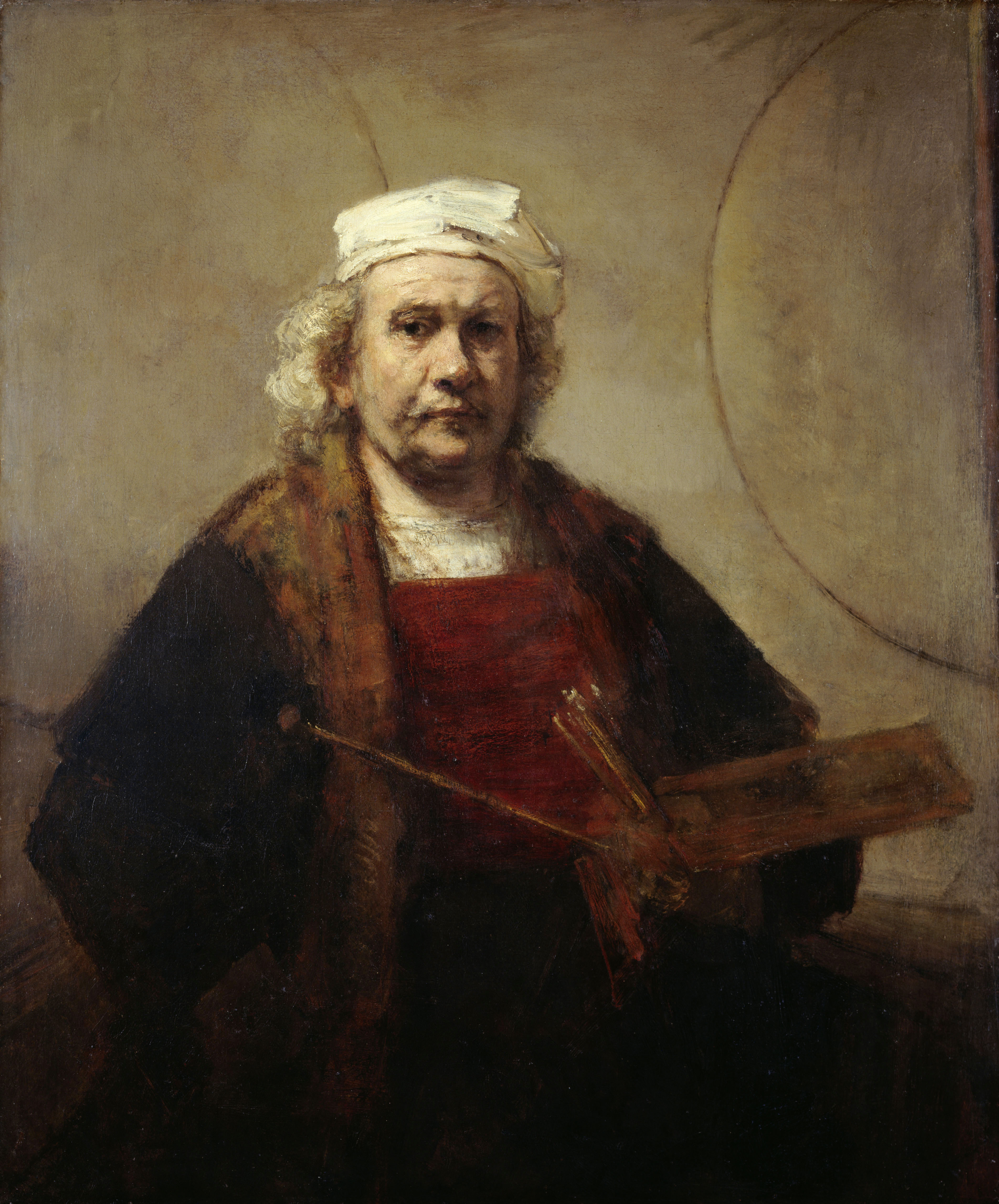
렘브란트의 원이 두 개인 자화상, c.1665–1669. 런던 켄우드 하우스

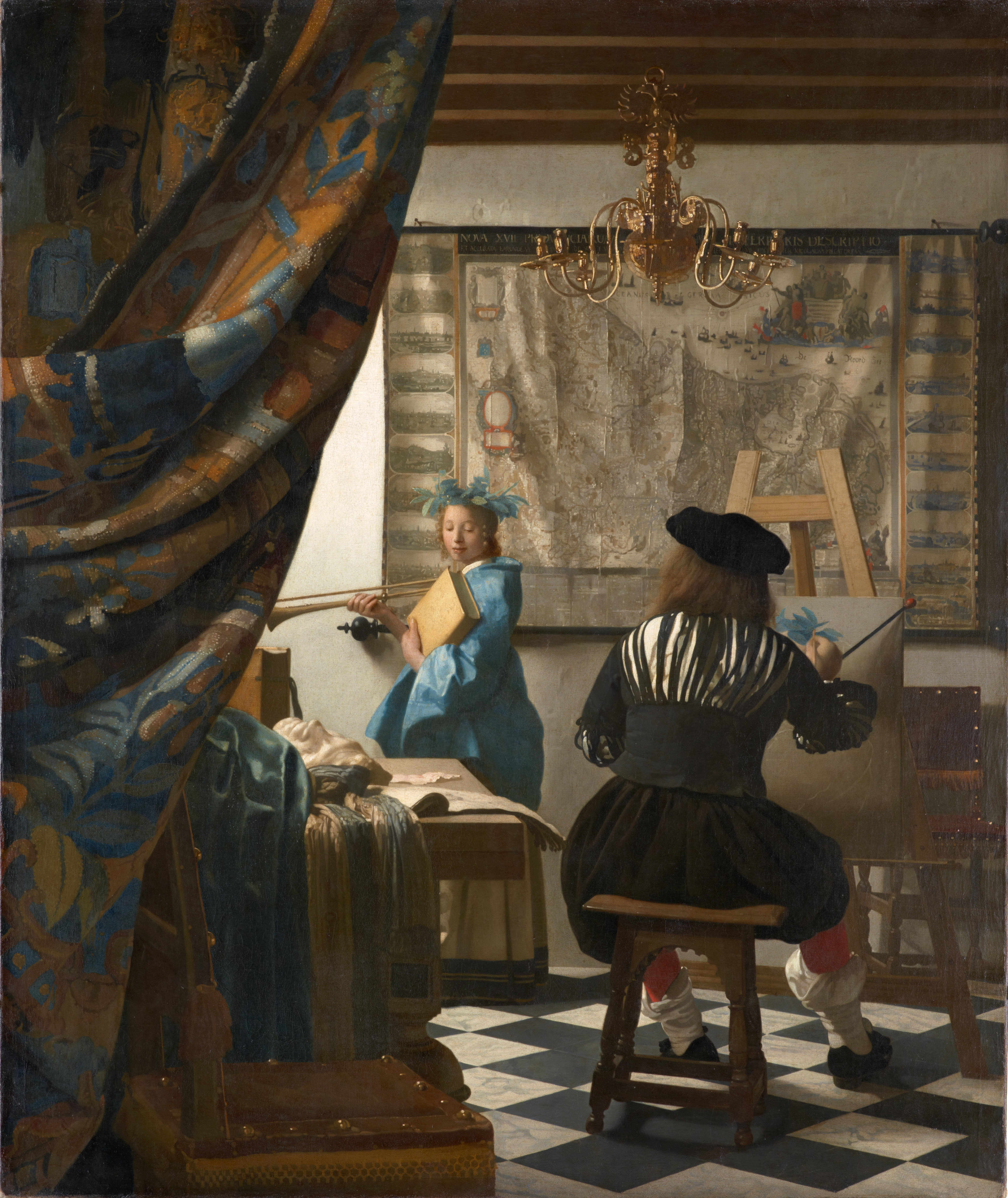
1666년부터 1668년까지 캔버스에 유화, 1.3×1.1m, 쿤스트 역사 박물관(비엔나, 오스트리아)에 의해 제작되었다.

미술(美術)은 공간적 또는 시각적 아름다움을 표현하는 예술로, 공간예술 · 조형예술 등으로 불린다. 시각적 방법 또는 조형적인 방법으로 사람의 감정이나 뜻을 나타내는 예술의 한 종류라고 말할 수 있다.
미술이라는 용어는 미(美)를 재현 또는 표현하는 것을 목표로 하는 여러 재주 또는 기예를 뜻한다. 미술은 주로 사용하는 도구와 표현하는 방법에 따라 장르를 나눈다. 판화를 포함한 회화, 조각이 전통적이고, 대표적인 미술의 장르지만 현대에 들어와서 그 영역이 아니라 한층 넓어져, 물리적인 재료를 특정 장소에 설치하여 미술가의 뜻을 전하고자 하는 설치미술, 다양한 작가들이 새로운 뉴미디어 매체를 통해 선보이는 비디오 아트, 마르쉘 뒤샹 이후 등장한, 개념 자체가 결과물이 되는 개념미술, 특정 풍경이나 장소를 대상으로 하는 장소특정적 대지미술 등이 새로이 이 영역에 추가되었다. 이 외에도 새로운 매체와 소재가 발견됨에 따라 미술의 영역은 계속 늘어나고 있다.
미술이란 무엇이냐는 것을 알기 위하여 기초 지식인 여러 가지 사항이 다음에 이야기 되어야만 된다. 기초 지식이란 미술 작품의 성립, 표현과 환경, 표현과 사람, 표현과 연령, 표현의 태도·양식 등에 걸친 것이다.

## 개요

### 미술이란 용어에 대해서
사람의 감정이나 뜻을 나타내는 것을 미술이라는 말로 표현했으나 용어 자체는 그때그때마다 달리 사용되었다. 우선 중국 당(唐)시대에는 공예(工藝)라고 불렀고, 명·청(明·淸) 시대에는 서화(書畵)라는 말이 오늘의 미술이라는 의미로 사용되기도 하였다. 한국에서도 미술이라는 말이 들어오기까지는 역시 서화라는 용어가 사용되었다. 따라서 서예와 그림 외의 미술 즉 공예(工藝)나 건축이나 조각 같은 것은 지금의 개념으로 생각하는 미술이 아니고 단순한 공예품·건축물·조각물에 지나지 않았다는 의미가 된다. 그러나 1960년 전후로 해서 서양의 미학 사상(美學思想)이 들어와 미술의 영토가 확대되었던 것이다. 그래서 1800년대에 서양 사람이 생각해 낸 미술을 둘로 구분, 순수 미술(純粹美術)과 응용 미술(應用美術)로 하여 그림·조각은 순수 미술, 공예·건축은 응용 미술이라고 규정했던 것이다.
그런데 1950년 전후해서 미술의 모습이 크게 달라지자 미술이라는 말이 새로 생긴 미술적 현상을 가리키기에는 너무나 좁고 구식이기에 새로운 용어가 요구되어, 시각 예술(視覺藝術)·공간 예술(空間藝術) 또는 조형 미술(造形美術)과 같은 말이 생기고 사용되게 되었다. 시각 예술이라는 것은 미술이 사람의 시각 작용을 매개로 하는 예술이기에 그렇게 불렀고 공간 예술이라는 것은 미술의 성립이 그 공간성을 바탕으로 이루어지기 때문에 시간 예술(時間藝術：음악·문학 등)과 대치되는 예술로 규정되었고, 조형 예술은 미술이 유형적(有形的)인 조형성을 기본 방법으로 하고 있기에 그렇게 불렀다. 이 새로운 용어들은 과학(科學)의 발달과 생활의 변모에 따라 생기는 새로운 미술현상, 예를 들면 사진(寫眞)이라든가 디자인이라든가, 꽃꽂이 같은 것도 아울러 표현할 수 있는 여유를 갖추고 있다. 따라서 이미 미술이라는 말은 시대적으로나 개념적으로 오늘의 유형 예술의 전부를 가리키기에는 좁은 의미의 내용만을 가지고 있다고 생각하게 되었다.

### 미술의 조건
미술의 표현에 있어서 중요한 것은 표현을 중심으로 표현 이전의 사상과 표현 이후의 작품이 있어 셋이 올바르게 갖추어져야 된다는 것이다. 가령 풍경화(風景畵)를 그릴 때 늘 자기가 좋다고 보아 온 어느 자연 풍경이 있어 그것을 한번 그려보려는 마음이 우선 있어야 하고, 다음 어떻게 그리겠다는 표현의 방법이 마련되어 구체적으로 캔버스에다 유채로 그려 풍경화 작품을 남겨 놓아야 된다는 것이다. 이때 중요한 것이 표현 이전의 아이디어냐, 그 아이디어를 구현하는 능력 즉 표현이냐는 것은 늘 예술상의 문제이지만, 모든 예술의 성립이 표현에서 비롯하므로 미술에서도 역시 표현이 무엇보다도 중요하다고 할 수 있다. 말하자면 예술이 표현인 것과 같이 미술도 표현이다. 미술 표현에 있어서는 재료도 중요하다. 다시 말해서 미술 재료는 미술 표현의 매개체일 뿐더러 그 존립을 좌우하는 중요한 존재이다. 그러기에 미술 발전의 밑바닥에는 늘 재료의 발달이 뒤따른다는 것을 잊어서는 안 된다. 미술은 본질적인 미학적 근거도 갖고 있으나 시대의 변천에 따라 적응하는 시대성도 또한 중요하다. 모든 시대를 통하여 미술은 리얼리티의 구현이라는 것은 그 시대의 모든 문화적 성과를 종합해서 미술이 성립된다는 뜻이기 때문이다. 얼른 생각하기에는 미술은 자연 과학과 별개의 것이라고 하지만 어느 시대이건 가장 위대한 미술은 그 시대의 미술과 자연 과학의 일치에서 오는 종합적인 존재라는 것을 미술사(美術史)는 우리에게 보여주고 있다.

## 미술 작품의 성립

### 표현의 주제
인간의 행동에는 그 행동을 일으키는 어떤 동인(動因)이 있어야만 한다. 그것은 미적 조형 활동(美的造形活動)에 있어서도 마찬가지이다. 화가가 풍경을 보고 그 아름다움에 감동해서 그 감동을 캔버스 위에 표현한다고 하는 것도 동인일 것이며, 또한 건축가가 건축 의뢰를 받고 그 설계를 시작한다는 것도 하나의 동인일 것이다. 전자의 경우는 작가에게 있어서 극히 행복한 경우일지 모르나 그것만이 순수한 동인으로서 예술적 효과를 높일 수 있는 것이라고 조급하게 단정할 수는 없을 것이다. 문제는 작가가 그 주제에 대해서 얼마만큼의 정열을 쏟을 수 있었는가, 또한 표현의 기술을 통해서 얼마만큼 자신의 미적 감각을 발휘할 수 있었는가 하는 것이다. 주문을 받은 것이든 자발적인 것이든, 예술상의 타락은 작가가 자신의 예술적 양심에 반해서 대중이나 주문자나 혹은 비평가 등에 영합하려고 표현을 속이는 것이라고 하지 않으면 안 된다. 렘브란트는 단체 초상화를 평판적(平板的)인 기념 촬영으로 만들지 않았다. 야경(夜警)은 그의 예술적 의도에서 인물들을 광선의 교착 속에 두어 생활상의 분위기를 살렸는데, 이것은 주문자의 불평을 샀으나 지금은 네덜란드의 국보가 되어 있다.

### 이미지
우선 표현의 주제가 결정되면 작가는 그것에 대해 여러 가지 이미지를 갖는다. 이미지라는 말은 심상(心像), 즉 기억이나 상상에 의해서 마음에 떠오르는 상(像)을 뜻하는 것으로서 이미지가 풍부하면 표현도 풍부한 것이 되어, 조형(造形) 표현으로서는 극히 중요한 것이다. 다음으로 그 이미지를 중심으로 여러 가지를 조사해 보거나 몇 가지 시작(試作)을 만들어 본다. 이 단계에 있어서 아이디어(idea)가 중요한 역할을 한다. 아이디어라는 말은 고안이라든가 착상이라는 뜻으로 쓰인다. 작가의 창조력과 아이디어에 의해서 이미지를 구현시키기 위한 구체적인 안이 나온다. 이 구체적인 안을 드림 디자인(dream design)이라고 한다. 모나리자를 그린 레오나르도 다 빈치는 자연 과학이나 물리학에 관한 연구를 했는데, 그 맹렬한 창조 정신에 의해서 건축 설계를 하거나 비행기의 고안을 하거나 기타 여러 가지 기계를 고안했다. 우선 몇 가지 안이 나오면 그 가운데 무엇이 가장 좋은가가 결정되어 설계도라든가 밑그림이 만들어진다. 디자이너나 건축 설계사의 일은 대체적으로 거기까지로서 다음은 시공자에게 넘어가는데 인쇄되는 것은 인쇄상의, 또 건축가는 시공의 재료나 시공상의 여러 문제에 대해서 충분한 지식이 필요하며, 또한 시행 중에도 계획대로 작업이 진행되고 있는가 어떤가 감독된다. 17세기의 화가 루벤스는 밀리는 주문의 뒤를 댈 수가 없어서 많은 제자들을 두어, 자신의 데생 위에 분담하여 그리도록 하고 최후로 자기 자신이 손을 대서 완성시켰다고 한다. 그리고 미켈란젤로는 방대한 시스티나 성당의 대벽화를 거의 혼자서 목이 돌아가지 않을 정도로까지 그려댔다. 이처럼 건축이나 대량 생산되는 공예품 따위의 특별한 것 이외는 대체적으로 마지막까지 작자 자신의 손으로 만들어진다. 왜냐하면 그림 같은 것은 그림물감을 칠하는 방법이나 붓 하나하나에 작자의 마음이 담기고 제작 의도가 충분히 살려져서 작품과 작자 사이에 한 치의 간격도 허용하지 않기 때문이다. 처음 마음속에 그려진 이미지가 이렇게 해서 하나의 창작품으로 나타나기 위해서는 많은 고생이 거듭되고 또한 제작에의 정열이 지속되어야만 하는 것이다.

### 에스프리
산 피에트로 성당의 조영은 1세기 반에 걸쳐 전개된 대사업으로서 이탈리아 르네상스의 상징이었다. 브라만테, 라파엘로, 페루치에 이어 72세의 미켈란젤로가 그 설계를 인계받았으며, 그가 죽은 후 대궁륭이 완성되고 베르니니가 내진의 대천개와 광장을 설계해서 완성된 것이다. 그런데 이렇게 해서 형성된 미술 작품이 무엇 때문에 사람의 마음을 사로잡는 것일까. 그것은 앞서 말한 바와 같이 작품의 밑바닥에 흐르고 있는 작자의 의도나 작품의 구석구석까지 스며들고 있는 작자의 마음이 보는 사람의 마음에 통하기 때문이리라. 에스프리라는 말은 그 표현에 작자의 신경이 통하고 있어 개성적(個性的)이라는 것을 가리키는데, 그것은 시혼(詩魂)이라는 말로 표현해도 좋고 혹은 작품 속에 숨겨져 있는 인간성이라고 생각해도 좋다. A라는 어느 한 인간을 생각해 보자. A에게는 머리도 있고 몸뚱이도 있으며 손발도 있다. 그것들은 다른 사람들의 눈으로도 볼 수 있으며 그것들이 없어지면 A도 물론 소멸해 버리긴 한다. 그러나 A는 단지 머리와 몸뚱이·손발들을 모아 놓은 것이 아니라 그 가운데 있는 무엇인가가 머리나 몸뚱이나 손발을 움직이게 해서 A다운 행동을 시킴으로써 머리나 몸뚱이나 손발을 특징지어 A라는 사람의 인상을 그와 접촉하는 사람에게 부여해 주는 것이다. 인간이 머리나 몸뚱이나 손발을 갖고 있는 것처럼 조형작품(造形作品)도 제각기 모양을 갖고 빛깔을 가지며, 재료를 갖고 또한 제각기 구성을 갖는다. 그것들은 눈으로 볼 수 있고 작품을 밖에서 지탱해 주고 있는 것이다. 그러나 그것들의 양상을 특징지어주고 작품을 안에서 지탱해 주고 있는 것은 무엇인가. 그것은 어떤 시대에, 어떤 지방에 살고 있던 어느 인간(작자)의 개성이라고 하지 않으면 안 된다. 그것은 작자의 인격이라고 해도 좋고, 또 인간성이라고 해도 좋을 것이다. 작품은 그 가운데 작자의 피가 맥박치며 흐르고 있어서 모양이나 색깔 따위를 특징지어 주고 있는 생명체이다. 따라서 조형 작품을 이해하기 위해서는 그 작품은 안에서 지탱하고 있는 작자 자신의 인간성을 이해함과 동시에 작품을 밖에서 지탱하고 있는 조형성(造形性)을 이해하지 않으면 안 된다.

## 표현과 환경

### 표현과 환경
인간은 자신의 의지만으로써는 행동을 할 수 없기 때문에 좋거나 싫거나 관계 없이 자기를 둘러싼 환경의 영향을 받으면서 살아가고 있다. 조형표현이라고 하는 인간의 행위도 유형 무형의 환경에서 영향을 받아 여러 가지 작품으로 이루어져 생겨나온 것이다. 표현에 영향을 미친 환경은 우선 시대의 차이이며, 다음에 작품을 낳은 풍토(風土)의 차이라 할 수 있다.

### 표현과 시대
시대가 달라짐에 따라 인류 문화의 발달 정도가 달라지고, 정치나 종교나 생활양식 등이 달라지게 되므로 그들이 조형표현에도 영향을 끼쳐서 시대가 달라짐에 따라 다른 조형이 생겨나게 되는 것은 말할 나위도 없다. 인류의 기나긴 역사 속에서 그 시대와 미술이 어떻게 관계해서 변화하였는지의 개략에 대하여 생각할 수 있다.
인류 최초의 회화(繪畵) 유품은 지금으로부터 약 2만년 전의 알타미라 동굴의 벽화라고 하는데 아직 농경의 기술을 모르고 동굴 속에서 살면서 수렵으로 생활하던 인류는 손쉬운 재료를 사용하여 동굴 벽에, 마치 어린이가 돌이나 나뭇조각을 가지고 지면(地面)이나 벽에 낙서를 하듯이 자기들 생활에 가장 가까운 동물의 가지가지 모습을 그렸을 것이다. 후세 사람들처럼 사실적(寫實的)으로 표현할 수 없었다고는 하지만 그래도 그들의 표현은 동물을 사랑하기도 하고 동물을 두려워하기도 하여, 동물의 생태나 습성을 잘 알고 있었기에 그 기억을 바탕으로 생생하게 표현하였을 것이다. 일반적으로 원시적인 조형은 매우 솔직한 표현으로서 자기 자신에 대한 관심이 강한 것이 무엇보다도 먼저 강조되었고 어린이의 표현처럼 심리적인 밸런스가 유지되고 있다. 그리고 지나치다고 생각되리만큼 장식이 많은 것은 인간이 가진 장식본능의 발로이기도 하겠다.
이윽고 농경이 시작됨에 따라 살기 위한 집이 세워지게 되자 곡물을 저장하기 위한 옹기그릇 따위가 만들어지게 되어 여러 가지 조형활동이 성하게 된다. 집들이 모여서 마을이 생기고, 마을이 커지면 마을이 나뉘어 민족의 이동이 일어나고, 또한 지구의 지배자가 나와 나라와 통치자가 생긴다. 그리되면 풍토나 산물이나 또는 왕의 지배 면적의 대소 등에 따라서 문화의 발달에도 지속(遲速)의 차가 생겨 조형 활동에도 다양성을 띠게 된다.
가령 이집트왕은 태양의 아들(파라오)이라 불렸듯이, 산·강·새 따위 자연물이나 자연현상이 신격화되어, 왕이나 귀족의 궁전이나 분묘(墳墓)가 중심이 된 여러 가지 조형활동이 이룩된다. 이집트에서는 영원한 생명을 믿어서 왕이 죽으면 시체를 미라로 만들어 아름답게 장식된 관(棺)에 넣고, 분묘 벽에는 왕 생전의 공적을 표시하는 그림이 그려졌고, 왕의 상(像)을 문앞에 세웠으며, 실내에는 왕의 일용품이 놓였고 종자(從者)의 상 등이 만들어졌다. 자연신의 신앙은 마침내 신화(神話)를 낳았고 전설이나 신화가 사람들의 생활감정까지도 지배하게 되었다.
그리스에서는 우수한 대리석의 산출과 그 민족이 지닌 고유한 성이라 할 자유와 미를 사랑하는 심정에서, 신(神)을 인간이 가장 이상(理想)으로 하는 아름다운 형상으로 표현함으로써 진(眞)과 미가 일치되어 여러 가지 학문이 발전하였으며, 먼 후세까지의 규범이 될 만한 아름다운 조각을 만들어 낼 수 있었다. 자연신을 대신하여 그리스도교나 불교 등의 종교가 생기자, 이윽고 그들 종교를 중심으로 한 조형미술이 발달한다. 우상 숭배를 부정하는 회교에서는 여기저기에 특징 있는 교회를 세워, 그것을 이른바 아라비아 무늬로 장식하였으나 그림이나 조각은 그곳에 놓이지 않았다. 그러나 그리스도교에서는 교회의 건조와 함께 그리스도나 성모, 또는 사도들에 관한 많은 조각(그림)이 만들어졌다. 또한 비잔틴 사원 등에서 볼 수 있듯이 창문에는 스테인드글라스가 붙여졌다. 종교개혁과 함께 일어난 르네상스는 유럽 미술의 가장 화려한 황금시대의 한 시기를 만들어 내었다.
인도에서 일어난 불교는 각지에 불교미술을 남기면서 인도에서 중국으로, 중국에서 한국으로 전래되었다. 종교에 의하여 발달한 조형미술은 각지의 왕조나 권역자의 위엄을 나타내는 듯한 미술로 발전하거나, 또는 네덜란드 등과 같이 서민생활이나 생활주변의 자연으로 눈을 돌리게 하여 점차 근대화(近代化)가 이루어졌다. 유럽에서는 왕·왕자·왕비·공주 등의 초상(肖像)이 걸리거나 하였고, 또한 18세기가 되면 바티칸 궁전에는 장식 과잉이라고도 생각될 그러한 가구 등이 놓였다. 19세기로 접어들어 과학이 장족의 진보를 보이게 되자 조형미술도 급속하게 근대화로의 징조를 보인다. 빛의 과학적인 리얼리즘이라고도 할 수 있는 인상파(印象派)에서 후기인상파로, 더욱이 파리파(派)에 이르러 더욱 더 표현은 개성적인 성격이 짙어지고, 또한 표현을 위한 데포르메(變形)가 행해진다. 그리고 종래의 종교나 문학적인 정조(情操)에 예속된 느낌이 있었던 조형활동은 그 조형성이 존중되어 추상화가 촉진되었다. 이와 같이 시대와 더불어 조형미술도 변천해 왔으나 '역사는 반복된다'는 속담처럼, 그 진전 도상에서 이따금 과거로의 복귀(復歸)현상도 볼 수 있다. 그러나 그것은 과거의 것 그대로는 아니고, 새로운 시대정신에 의하여 순화(醇化)된 새로운 것의 탄생이기도 하였다. 그리고 미술은 전통의 계승과 함께 항상 새로운 것으로의 창조를 계속한다.

### 풍토와 표현
시대의 진전에 따라 표현의 양상이 다르듯이, 기후나 산물이나 민족이나 종교나 또는 생활양식 등이 다른 풍토의 차이에 의해서도 표현의 재료나 방법이 달라지게 된다는 것은 당연하다고 하겠다. 그 한 예로서 유럽과 한국을 비교하여 보자. 우선 유럽은 대륙의 일부로서 공기는 건조하고 투명하며, 그리스나 이탈리아 등에서는 양질의 대리석 따위가 산출되고 그리스도교를 신봉하였다. 이들의 영향을 받았음인지 서양인의 사물에 대한 사고방식은 합리적이어서, 사물을 대함에 계획적으로 행동하는 경향이 짙다. 이에 비하여 한국은 대륙에 이어진 반도 국가로서 기후가 온화하고 자연환경이 아름답다. 이러한 자연환경 때문인지 한국 사람은 평화를 사랑하고 자연을 존중하게 되었다. 고려자기나 조선백자는 한국의 풍토와 한국의 기호(嗜好)를 가장 잘 나타낸 것이라 하겠다. 회화표현으로서는 유화(油畵)와 수묵화(水墨畵)의 차이를 들 수 있겠다. 유화의 도구는 즉흥적으로 그리기보다는 견고하게 캔버스 위에 그림물감을 덧칠해 나가는 데 적합한 재료이고, 또한 사실적인 표현에 적합한 재료이다. 즉 눈에 보이는 대로의 형상과 빛깔을 표현할 수도 있고, 또한 대상의 재질감(材質感)을 그림물감의 채색 방법의 차이에 따라 여러 가지로 표현할 수도 있다. 그렇게 하기 위해서는 계획적으로 작업을 진행시키지 않으면 안 된다. 이에 반하여 수묵화는 심상적(心想的)인 풍경이나 인물을 오히려 즉흥적으로 표현하려고 한다. 그래서 우선 빛깔이 부정된다. 부정된다고는 하지만 먹의 농담(濃淡)에 의하여 빛깔의 느낌을 낼 수는 있는데, 묵색(墨色)이 중시되는 것은 현실의 빛깔과는 차원이 다른 빛깔이라고 하지 않으면 안 된다. 그와 마찬가지로 명암(明暗)·음영(陰影)에 의한 양감(量感)의 표현을 부정한다. 묘선(描線)이나 먹에 의하여 두께나 무게의 느낌을 내려고 한다.

### 표현의 교류
표현은 풍토의 차이에 따라 달라지는데 또한 생각지도 않았던 상사(相似)를 다른 풍토의 조형 속에서 발견할 수도 있다. 이것은 민족의 이동이나 민족간의 문화교류가 이루어졌기 때문이다. 한국의 고대 역사에 있어서 문화상의 커다란 변혁의 하나는 중국 남북조로부터의 불교 전래였다. 그리고 그것은 단순한 교의(敎義)만으로서의 전래가 아니라 철학에서, 문학에서, 그리고 건축을 비롯한 모든 조형문화의 전래이기도 하였다. 당시의 국제 국가였던 당(唐)나라는 조형미술에서 직접적이지는 않더라도 인도와의 문화교류가 이루어졌고, 또한 인도의 간다라 불상은 그리스·로마 조각의 영향을 받아서 극히 그리스식(式)이었다. 실크로드는 동서문화를 연결하는 데 큰 역할을 하였고, 중앙 아시아의 여러 가지 집기(什器)들이 고대한국에도 전래되어, 이것들이 당시 한국의 조형활동에 얼마나 큰 영향을 끼쳤는지 짐작할 만하다. 또한 20세기 초의 유럽 화가들은 동양회화에 흥미를 느꼈고 고갱은 색면(色面)으로써 대상을 파악하여 동양화가 특징으로 하는 그림물감의 평면도(平面塗)를 시도했다. 또한 선묘(線描)의 아름다움은 마티스 등의 그림에서도 살려져 있으며 1950년대에 세계를 휩쓴 앵포르멜의 회화기법도 동양화의 몰골법(沒骨法)과 깊은 유대를 가졌다. 교통기관이나 보도기관의 발달에 따라 문화교류는 더욱 왕성하게 되어 조형표현도 구역의 차이를 줄였다고는 하나 결국 그들이 지역의 전통 속에 흡수 융화되어 항상 새로운 문화가 계속하여 생겨나게 된다.

## 표현과 사람

### 표현과 개성
아이들이 친구들의 얼굴을 그리면 그 작품은 친구의 얼굴을 닮고 있으면서도 동시에 이상하게도 본인의 얼굴과도 닮은 데가 있다. 이와 같이 아이들 작품에는 남녀의 성별, 체격이 큰가 작은가, 강한가 약한가 등의 차이나, 마음이 대담한가 약한가, 또는 침착한가 거친가 하는 따위의 기질의 차이에서 지능의 정도 등이 화면에 그려지는 물체의 크기, 선(線)의 굵기, 또는 강약, 형상을 잡는 방법, 사용하는 빛깔, 또는 붓의 사용 방법 등에 잘 나타나 있다. 어른, 더군다나 그것이 전문가가 되면 여러 가지 경험이나 수업방법, 특히 본인의 의지 등에 따라서 갖가지 보상작용(補償作用)이 생겨, 어린이의 경우만큼 단적으로 드러나는 일은 없으나 성격이나 경험의 차이가 작품상에 나타나게 된다. 그렇기 때문에 표현은 개성적으로 되고 또한 창조적으로 될 수 있다고 하겠다. 각인각색(各人各色)이란 말이 있는데 참으로 예술적 작품은 각인각색이다. 이 원인은 모든 사람이 다 그 성장과정이 다르고, 가지고 태어난 기질이 다르며, 지도자가 다르고, 이때까지의 경험이 다르며……요컨대 '사람' 그 자체가 다르기 때문이다. 그것은 같은 시대의 같은 지방에서 살던, 그리고 가능하다면 같은 종류의 작품을 비교하여 보면 잘 알 수 있다. 예를 들어 우선 르네상스 최성기(最盛期)의 3인의 대표적인 예술가 레오나르도 다 빈치, 미켈란젤로, 라파엘로를 고찰하여 보자. 다 빈치는 구식 집안에서 태어나 어려서부터 수학이나 기타 학문을 즐기는 한편, 음악에 뛰어나고 그림그리기를 좋아하여 그의 신통한 재간을 발휘하였는데, 15세기풍의 사실주의를 발전시켜 명암(明暗)에 의한 입체감(立體感)과 공간의 표현에 성공하였고, 나아가서 그의 회화론에서 '훌륭한 화가는 두개의 주요 사물을 그리지 않으면 안 된다. 즉 사람과 그리고 그 혼(魂)의 의향(意向)이다'라고 말하였듯이 대상의 정신내용의 표출에까지 발전하였다. 그러나 자연의 이법(理法)을 추구하여 그 속에 숨겨진 참에 대한 추구가 <모나리자>에도, <암굴(岩窟)의 성모>에도 드러나 있다. 미켈란젤로도 조각가·화가·건축가·해부학자이자 동시에 시인이기도 하였으며, 이 점에서 다 빈치와 마찬가지로 르네상스가 요구하는 '초인(超人)'이었으나, 다 빈치가 속에 있는 진실을 탐구하려 한 데 반해서, 미켈란젤로는 건강하고 바위와 같이 굳게, 하늘과 같이 넓게, 분방(奔放)하면서도 사려깊이 르네상스를 연소시켜 불꽃을 드높였다. 그러한 정열이 29세로 <다비드>를 만든 뛰어난 조형 능력과 서로 어울려 시스티나 성당에 현기증이 날 정도로 높은 비계를 걸어 놓고, 그곳에서 짐승처럼 돌아다니면서, 6년이 걸려서 저 대천장화(大天障畵)를 그리게 했다. 라파엘로는 다 빈치와 같은 발명적인 창조정신도, 그리고 미켈란젤로와 같은 초인적인 조형적 에너지도 갖지 않았으나, 그는 각 유파의 특질을 교묘하게 흡수하여, 멋진 조화 속에서 그것들을 통일하고 빼어난 기술과 어울려 부드럽고 아름다운 많은 성모상을 남기고 요절하였다.

### 표현과 연령

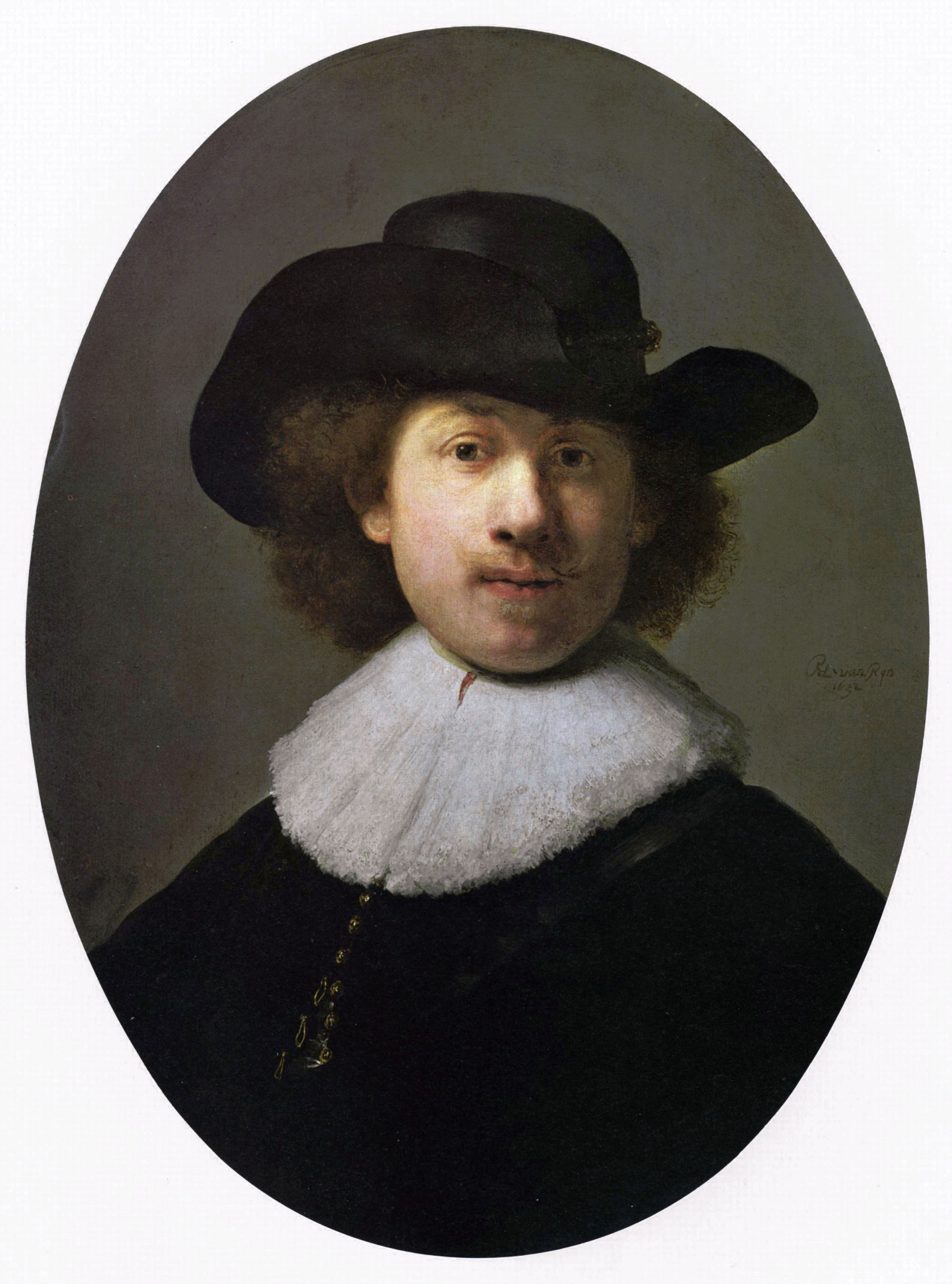
렘브란트 자화상 1632년작. 이때 이미 렘브란트는 초상화가로서 성공했다.

표현이 작자의 경험이나 성격에 따라 개인차가 있다고 하는 것은, 동시에 개인에게 있어서도 연령에 따라 그 표현이 달라진다고 하겠다. 표현과 개인의 연령과의 관계는 지극히 개인차가 많아서 한마디로 말할 수는 없으나 대체적인 경향으로서는 다음과 같이 말할 수 있다. 노년기는 이른바 원숙한 시기로서 거기에서는 아무것에도 구애받지 않고 자기 자신의 취향을 제마음대로 발휘하는 시대이다. 개중에는 고령이 된 다음 더욱더 진가(眞價)를 발휘하는 사람도 있고, 또는 매너리즘에 빠져 버리는 사람도 있다. 렘브란트는 청년기에서 만년기에 걸쳐 약 백 점에 가까운 자화상을 그리고 있는데, 청년기·장년기의 표현의 차이가 어떻게 나타나 있는지 알아보자.

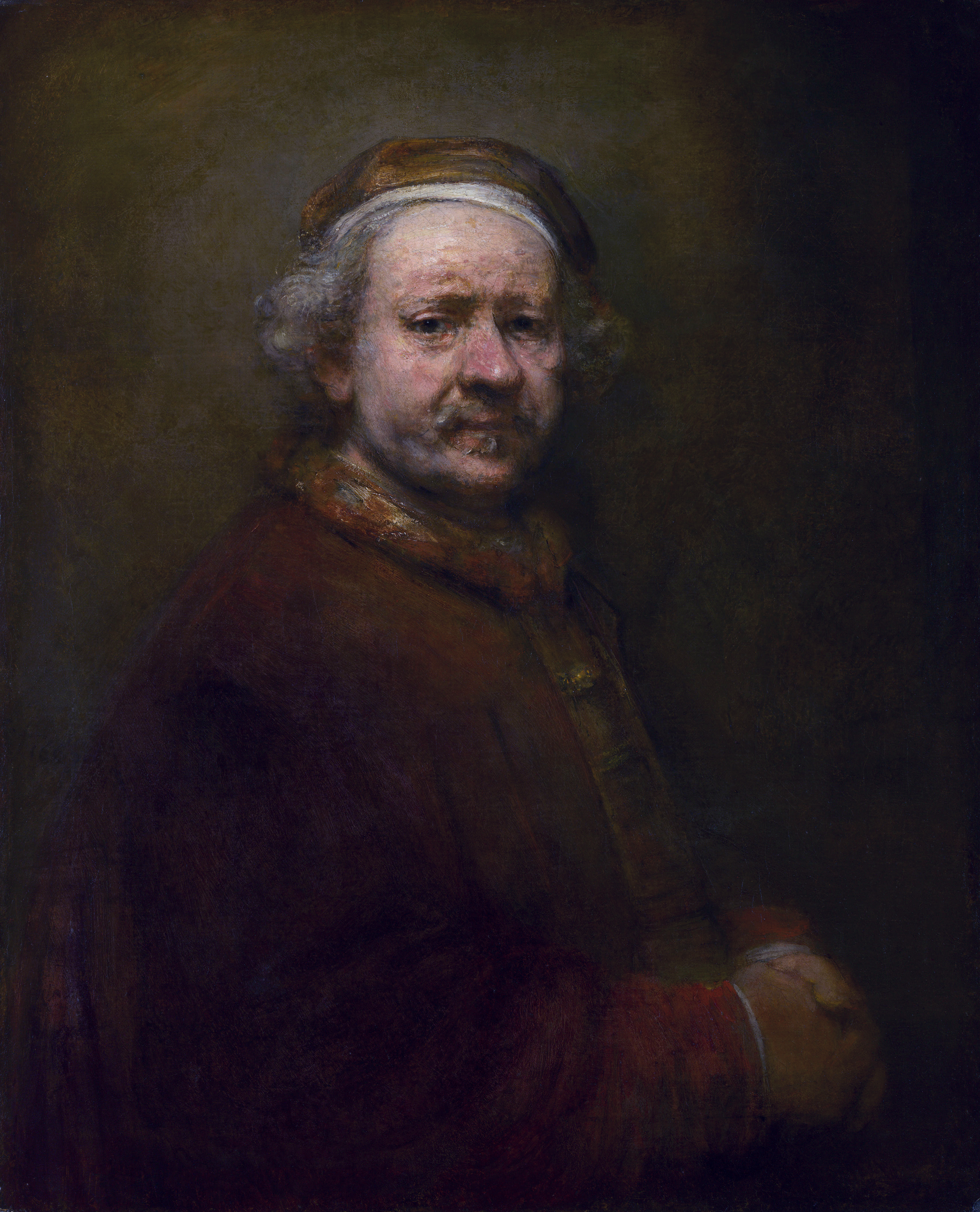
렘브란트 자화상 1669년작, 사망한 해이지만 다른 자화상에 나타난 그의 모습보다 젊어보인다.

렘브란트의 27세∼28세의 작품에서는 초상화가로서 호평을 받아 우쭐거리는 자세가 몸가짐에서 드러난다. 그러나 아직도 렘브란트의 특질을 충분하게는 발휘하고 있지 않다. 그의 57세∼58세 작품에서는 인생에 대한 체관(諦觀)이 지극히 사람이 좋은, 그리고 보는 견지에 따라서는 대범한 웃음이 되어 나타나고 있다. 그림물감이 두껍게 칠하여졌고 빛(光)과 빛깔이 완전히 융화되어 작품은 더욱더 심각성과 처절함을 덧붙이고 있다.

## 표현과 연령

### 표현과 성장
모든 것이 성장하여 나아갈 때 거기에는 몇 개의 단계가 있다시피 당연히 그림을 그리는 힘의 발달에도 대체적인 순서와 단계가 있다. 그것이 그림의 발달단계이다. 이 발달단계 연구자에 따라서 다소의 차이가 있으나 일반적으로 로웬페르드(미국)의 연구를 기저(基底)로 한 다음의 6단계설이 많이 쓰이고 있다. 그러나 연대(年代)의 진전에 따라 발달의 진보도 빨라지는 경향이 있다. 이것은 성의 있는 가정교육, 미술연구소나 아름다운 복제화(複製畵)의 보급, 텔레비전을 중심으로 하는 매스컴의 영향 등이 그 원인이라 생각된다.
1. 척서기(擲書期)：0세∼2세 반(무의미한 선을 그린다)
2. 상징기(象徵期)：2세 반∼3세(그리고 난 다음 뜻을 붙인다)
3. 전도식기(前圖式期)：3세∼5세(비슷하게 그린다)
4. 도식기(圖式期)：5세∼9세(소위 그림답게 그려진다)
5. 사실전기(寫實前期)：9세∼14세(형상이나 빛깔이 실물에 가깝게 그려진다)
6. 사실기(査實期)：14세∼20세(이른바 사실적으로 표현한다)

이상과 같이 나눌 수가 있다. 당연한 것이긴 하지만 어떤 단계에 넣어야 좋을지 확실치 않은 것도 있으며, 또한 성격이나 능력의 차이, 환경의 차이 등에 따라서 발달이 반드시 일정하지는 않다. 개중에는 표현이 후퇴하는 그런 어린이조차 나오게 된다. 이러한 특례가 있으나 대체적인 발달의 자태는 역시 비슷한 단계를 밟아간다. 이처럼 어린이의 그림은 심신의 성장과 함께 자라가고 있는 것이기 때문에 어린이의 작품에는, 어른의 작품에서 볼 수 있는 그러한 예술성은 없다고 생각하여야 된다.

### 척서기
이 척서기는 유아가 신경이나 근육 에너지의 과잉(過剩)을 자발적으로 소비하려고 하는, 무의식 속에서 나온 팔의 반복 운동 결과라고도 할 수 있다. 따라서 그림으로서는 아무 뜻을 갖지 않는다. 그러나 그림에 이르기까지의 중요한 과정이다. 이 척서기에도 대체적인 발달 순서가 있다. 우선 처음으로 크레용을 잡은 유아는 점을 찍는다. 종이를 두들기듯이 점을 찍는다. 다음에 볼 수 있는 현상은 손목을 좌우로 흔들어서 그리는 횡선착화(橫線錯畵)이다. 이윽고 종선착화(縱線錯畵)에로 발달하여 간다. 이것은 손의 컨트롤이 팔꿈치까지 함께 움직일 수 있도록 되었다는 것을 뜻하고 있다. 팔의 활동이 숙달됨에 따라 선도 뚜렷해지고 마침내 원형착화(圓形錯畵)로 발전하여 가는 것이 보통이다. 그리고 그것이 파상(波狀)과 원형의 혼합으로 되어 더욱 더 복잡하게 되어 간다.

### 상징기
2세 전후가 되면 그린 형상에 명명(命名)하는 어린이가 생겨난다. 그것이 상징기이다. 어른이 보기엔 단순히 선을 긁적거린 것으로밖에는 생각되지 않는 것을 어린이는 <기찻길> <버스> <멍멍> 따위로 이름을 붙이고 우쭐거리며 자랑스럽게 떠들고 있다. 이는 유아가 운동만으로 느끼고 있던 흥미에 시각적(視覺的)인 것이 곁들여져, 그린 것을 의미화(意味化)하는 단계이다. 단순한 운동적인 것에서 상상적인 것으로 발전했다는 증거이다. 그렇기 때문에 이 시기는 척서기에 상상성(想像性)의 발달이 합쳐진 것이라 말할 수 있다. 그렇지만 어른이 성급하게 이 시기 어린이의 표현에서 시각적인 의미를 강제로 끌어 내려고 하거나 형상을 그리도록 강요하거나 하는 것은 잘못이다. 어른은 곁에서 어린이가 그리면서 말을 들어주고 그 표현을 격려하여 주는 것이 중요하다. 그것을 한마디로 말하자면 이 시기의 그림은 성장의 기록이기 때문이다.

### 전도식기
이 시기의 표현은 설명 없이 대충 그것이로구나 하고 인정할 수 있는 그러한 그림을 그릴 수 있게 된다. 요컨대 어린이의 주위에 있는 사람이나 초목·기물 등을 조금씩 지식으로서 파악하여 그것 비슷하게 그려서 표시하게 된다. 표현은 물론 불확실하기는 하지만 그 대상의 특징을 그려 표시하는 데서 진보가 보인다. 산·태양, 그리고 사람도 일정한 도식(圖式)으로 표시하고, 또는 부분을 그렸을 뿐인데 그 대상 전부를 표시하였다고 생각하고 있다. 이로 말미암아 상징기와 동일하게 생각되는 경향이 있으나, 상징기는 그려진 것이 무엇인지 거의 이해할 수 없는 데 반해서, 전도식기의 표현은 하여튼 무엇인지를 알 수 있다. 그리는 방법으로서는 예를 들면 인간의 경우에 얼굴은 동그라미, 눈은 점, 발은 한 쌍의 선으로 표시한다. 제재(題材)는 인물이 압도적으로 자기 자신과 어머니·아버지·동생 등의 순으로 많이 그려진다. 요컨대 일상 생활에서 자기자신과 관련성이 깊은 것일수록 자주 취급된다고 할 수 있겠다.

### 도식기
이 시기의 표현은 그림답게 되어 마침내 안정감을 갖추게 된다. 물론 실재(實在) 사물의 관계나 양(量)·형(形)을 베끼는 것은 아니고 기억에 의하여 도식으로 외워 그린다. 영향을 받기도 쉬어 형식에 대한 모방이 많았다. 이 시기의 표현에는 다음과 같은 특징이 있다.
- 뢴트겐 표현 ― 보이지 않았어야 될 부분이 명확히 표현된다. 선생님을 그릴 때 포켓의 지갑이나 지갑 속의 동전까지 그린다.
- 전개표현(展開表現) ― 시점(視點)을 이동시켜 표현한다. 군무(群舞)의 경우, 두세 사람은 서 있으나 다른 사람은 위를 보고 자고 있는 듯한 느낌이 들게 된다.
- 기저선(基底線)의 표현 ― 하늘·땅의 경계선을 강하게 표시한다. 하늘과 땅의 차이를 알게 되었다는 증거이기도 하다.
- 병렬표현(竝列表現) ― 집·사람·나무·꽃 등을 일부분의 중복도 없이 나란히 그린다. 나열의 표현이다.
- 마음의 표현 ― 예를 들면 복수하는 뜻을 표시하는 경우, 짓궂은 동무를 그림으로 그리고, 그 위를 힘껏 개칠하여 문대 버리는 따위이다. 그 밖에 반항의 마음, 원망의 마음, 질투심 등을 솔직하게 표시한다. 이같이 이 시기는 조형표현이 크게 성장하는 중요한 시기이다.

### 사실전기
자유롭고 활발하게 그리면서 표시하여 온 과거의 연대와 비교하면 이 시기는 그리는 방법이 세밀하게 되어 한층 더 한 장의 그림 제작에 시간이 걸린다. 이것은 이 연대가 동료의식이 싹트는 시기로서 비판적·객관적으로 사물을 보게 되기 때문에 공간관계라든가 사물의 형상·빛깔 등을 점점 실물에 가깝게 그리려고 하는 데에 기인한다. 따라서 이것이 원인이 되어 그림이 잘 그려지지 않는 데 실망을 느껴서 그림 그리는 것에 흥미를 잃어버리는 아이가 적지 않다. 반면으로, 어른들의 흉내가 아니라 어린이다운 연구에서 묘미 있는 아동화를 볼 수 있는 시기이기도 하다.

### 사실기
사실기에 이르기까지에는 대상을 보면서도 자기가 알고 있는 사실을 마음내키는 대로 그리고 있었으나, 14세쯤 되면 대상을 관찰하고 그것과 비슷하게 그리려고 하는 욕구가 강해진다. 그것은 이성(理性)의 발달에 의하여 객관적으로 사물을 꿰뚫어 볼 수 있게 되었기 때문이다. 그래서 형(形)이나 색채는 대상에 충실하게 표현된다. 그런데 지나치면 개념적·형식적인 그림을 그려 버리고, 더욱이 창조적인 표현이 차단되어 그림을 그리는 데 흥미를 잃는 자가 더욱 많아진다. 이것은 정신적으로도 육체적으로도 인간으로서 급격한 발전을 이룩하는 데 반해서 그림을 그리는 힘이 그에 뒤따르지 못하기 때문이다. 생각하였던 대로 느꼈던 대로의 표현이 되지 않는다. 그러니만큼 이 시기를 어떻게 타개할 것이냐가 문제이다.

### 유아화와 아동화
연령상으로나 작품상으로 확실하게 구분할 수는 없다. 대개 연령적으로는 생후 1년 내지 1년 반에서 12세에 이르기까지의 어린이가 그린 그림을 아동화라 부르고 있다. 또한 15세까지의 중학생의 그림도 포함시켜 아동화라고 할 경우도 적지 않다. 그러나 생각하는 방식으로서는 6세까지의 그림을 유아화, 12세까지의 그림을 아동화로 구분하는 것이 좋겠다. 그러나 작품으로 그것을 구분하기는 거의 곤란하다. 그런데 유아의 그림은 성장의 기록이라 생각하는 게 좋다. 이 사실은 전술한 바 발전단계, 더욱이 착화기가 그를 가장 현저하게 드러내고 있다. 아동화도 본질적으로 이와 다를 바 없다. 역시 생활의 기록이며 자기 주장 바로 그것이다. 따라서 유아화나 아동화를 화가가 그린 예술작품과 같은 견지에서 본다는 것은 잘못이다. 어린이가 그림을 그리는 일과 어른이 그림을 그리는 그것과는 본질적으로 차이가 있다고 하겠다.

### 청년의 미술
대학생·고교생은 물론 중학교 2∼3년생의 그림도 광의(廣義)로는 청년의 미술이다. 따라서 이 시기의 회화에는 예술적인 가치가 없어서는 안 된다. 예술은 미의 독창(獨創)이다. 그러므로 예술작품은 남이 이미 한 것, 써서 헌 것이 되어 버린 것의 재현(再現)을 기피한다. 백합꽃을 그린 그림이 있다고 하자. 그것이 예술작품이기 위해서는 일상 우리들이 보고 있는 백합에서는 느낄 수 없는 신선한 미가 있어야 된다. 과연 백합에는 이러한 아름다움도 있었구나 하는, 우리들이 일상생활에서 빠뜨리고 보지 못하였던 미를 알아차리는 것과 같은, 그러한 것의 발견이 필요하다. 이와 같이 색채에서, 구성에서, 기법에 있어서, 그들 전체에 관계되어 있는 심정(心情)에 있어서 '싱싱하고 신선한 것'이 요구된다. '싱싱하고 신선한 것'은 그 작품의 표현이 지금까지 본 일이 없으며, 또한 보는 사람에게 쾌감을 줄 수 있는 그러한 것을 말한다. 그렇기 때문에 아직까지 본 일이 없다고는 하나 변태를 위한 것이어서는 안 된다. '새롭다'고 하는 것과 '변태'라고 하는 것은 근본적으로 다르다.

## 표현의 태도·양식

### 표현의 태도·양식
미술작품은 시대에 따라 또는 사람에 따라서 가지가지 다른 양식(style)을 가지고 있다. 같은 종류의 표현양식이 모이면 유파(流派)가 생기고, 그것이 형식적으로 계승되면 양식이 생긴다. 미술표현의 양식 중 중요한 것을 살펴보자.

### 원시적 양식
원시적(原始的, primitive) 양식은 구석기시대나 중석기시대의 인류와, 문화의 세계를 접하지 않은 민족의 조형미술의 양식으로서, 유아의 조형표현에도 공통되는 점이 많다. 가장 관심을 가지고 있는 부분이 과장(誇張)되어 표현이 지극히 직절적(直截的)이다. 소박하고 치졸(稚拙)하기는 하나 힘과 매력이 넘친다.

### 아르카이크 양식
아르카이크(archaique) 양식은 미술 발전의 초기 단계에 나타난 양식으로서 표현은 생경(生梗)하지만 신비성(神秘性)이 풍부하다. 그리스 조각에서는 기원전 7세기에서 기원전 5세기 말까지를 아르카이크시대라 부르는데 고졸적(古拙的)인 표현양식을 갖고 직선적·정지적(靜止的)인 정면성(正面性)을 갖는다. 입에는 이른바 아르카이크 스마일(古拙的微笑)을 지니고 있다.

### 고전적 양식
고전적(古典的, classic) 양식은 주제나 표현의 양식·수법이 그리스·로마 예술을 모범으로 하는 경향의 예술을 말한다. 잘 정돈된 엄격한 형식으로서 냉정성과 명쾌성을 가지고 있다. 17세기의 푸생은 바로크 예술의 반동으로서 목가적(牧歌的)·고전적인 작품을 그렸다. 19세기에는 18세기의 장식성이 많은 루이 왕조의 예술의 반동으로서, 다비드와 그 제자 앵그르가 고전주의의 작품을 그렸다. 또한 피카소에서도 그리스 조각에서 배운 신고전주의 시대가 있었다.

### 아카데믹 양식
아카데미(academic) 양식은 플라톤이 아카데모스 신원(神苑)에서 플라톤 학파를 세웠고, 아카데미라는 말은 상원·학회·학교 등에 쓰이게 되었다. 관학풍(官學風) 등으로 번역되어, 미술적으로는 전통적이고 형식을 존중하며, 기초 기술을 중하게 여기는 태도를 말한다. 독창성이 결여되어 무기력한 매너리즘(mannerism)에 빠져서 일정한 기술을 타성적으로 반복하는 것을 비판적으로 사용할 경우도 있다.

### 전통적 양식
전통적(傳統的, orthodox) 양식은 정통(正統)이나 본도(本道)의 뜻을 갖는 말로서 전통적·정통파적인 기법을 가리켜 사용되는 말이다.

### 사실적 양식
사실적(寫實的, realism) 양식은 공상을 배격하고 가능한 한 현실에 즉응(卽應)하여 실재의 진실을 추구하려 하는 태도를 말한다. 사실적인 경향은 이집트 미술에서도, 그리스 미술에도 볼 수 있었는데 르네상스 미술은 사실(寫實)의 하나의 정점(頂點)에 달하였다고 말할 수 있겠다. 사실적인 경향은 17세기에도 계승되어, 근대 쿠르베가 사실주의를 표방하였다. 구소련에서는 레빈 등이 사회적인 사상(事象)을 사실적으로 그려서 사회주의적 사실주의의 선구가 되었고, 멕시코 회화에서도 특이한 사실주의가 눈에 띈다. 중국의 화조화(花鳥畵) 등에서 볼 수 있는 사실주의는 유럽과 다소 달라서 장식적인 경향을 가지고 있다.

### 낭만주의
낭만주의(浪漫主義, romanticism)는 사실주의와 함께 서양미술의 커다란 저류의 하나로 볼 수 있다. 그 표현은 동적(動的)이어서 감정의 격렬한 여파(餘波)가 느껴진다. 소용돌이치는 듯한 구도, 대비(對比)를 살린 배색(配色) 등이 그 특징이라 할 수 있겠다. 동적인 구도는 미켈란젤로의 <최후의 심판>이나 그것을 이어받은 틴토레토의 작품에도, 그리고 17세기에는 루벤스 등의 작품에도 보이는데, 18세기 말에서 19세기에 걸쳐 제리코나 들라크루아 등이 고전파에 대항하여 낭만파를 세웠다. 낭만파는 현실 회피의 경향에서 그 주제도 주로 이야기, 사회적인 사변이나 전쟁 따위의 극적인 장면에서 구했다.

### 환상적 양식
환상적(幻想的, fantastic) 양식에서 상상력이나 환상력은 창조표현의 크나큰 요인이 된다고 할 수 있다. 블레이크, 고야, 모로, 앙리 루소, 샤갈, 폴 클레 등의 작품에는 환상적인 장면이 그려졌고 또한 키리코 등의 초현실파 작품에는 심상적(心象的)인 환영(幻影)이 표현되어 신비성이 느껴진다.

### 상징적 양식
상징적(象徵的, symbolic) 양식은 형상이나 빛깔이 갖는 의미를 단적으로 표시하려고 하는 것으로서, 가문(家紋)이나 마크 따위의 기호는 집이나 단체나 물품이나 그 밖의 의지(意志)를 상징적으로 표시한 것이다. 르동은 꽃이나 나비 등과 같이 어느 순간에 없어지는 것 속에서 영원한 아름다움과 생명을 호소하려고 즐겨 꽃이나 나비를 그렸다.

### 장식적 양식
장식적(裝飾的, decorative) 양식은 사물을 꾸미는 태도이다. 즐문토기(櫛紋土器) 등에도 그로테스크라고까지도 생각되리만큼 곡선의 무늬가 붙여져 있다. 사물을 아름답게 장식하려는 장식본능은 조형 본능의 커다란 기반을 이루고 있다고도 볼 수 있다. 장식성은 조형활동의 모든 영역에서 발휘되고는 있으나 모자이크·스테인드글라스·벽화 등은 건축에 적응하는 것이다. 장식성이 그 자체, 혹은 그 영역의 기능보다 선행하면 장식 과잉이 된다.

### 자연주의
자연주의(自然主義, naturalism)에 따르면 인간도 자연물의 하나이므로 자연 속에 둘러싸여서 생활하여 나가는 이상, 항상 자연에 순응하려고 하여 '자연으로 돌아가라'란 말이 반복되게 된다. 기물이나 건축장식 등에 동식물의 무늬를 붙이거나 또는 기물 따위의 형태 그것 자체를 동물 모양으로 모방하여 만드는 경우가 있는 것도 이러한 마음의 한 표현이다. 자연 현상으로서의 풍경이 독립하여 회화의 주제로서 취급된 것은 17세기 네덜란드로, 터너는 자연현상으로서의 대기(大氣)를 표현의 주제로서 취급하였고, 19세기 후반의 피사로, 모네, 시슬레 등에 의하여 일어난 인상파(impressionism)는 빛의 움직임에 따라 시시각각으로 변화하는 자연의 표정을 포착하려고 하였다. 사실파 사람들이 자연이나 인생의 현실적인 진실을 파헤쳐 뽑아내려고 한 데 반하여, 인상파는 솔직하게 자연현상의 아름다움에 순응하려는 태도가 보인다. 세잔 등의 후기인상파는 인상파를 수정하여 사실파와는 다른 각도에서 사물의 본질에 접근했다.

### 표현주의
표현주의(表現主義, expressionism)는 20세기 전반에 독일을 중심으로 하여 전개된 예술운동으로 고흐나 뭉크 등의 강렬한 개성표현에서 영향을 받아 자연묘사에 대응하여서 감정표현을 주안(主眼)으로 하고, 주관의 표현을 강조하였다. 개성표현의 강조는 이라고 말할 수 있다. 20세기 초기에 프랑스에서 생긴 야수파(fauvism)도 주관주의 미술이며, 마티스, 루오, 뒤피 등은 야수파를 대표하는 화가들이다. 거친 터치의 대담한 표현으로서 단순화(單純化)나 데포르메(變形)를 볼 수 있다. 동양에서도 주관적인 경향이 짙은 작품이 지극히 많다.

### 추상주의
추상주의(抽象主義, abstractism)에는 입체파가 대표적이다. 20세기 초 세잔의 영향으로 피카소나 브라크는 자연의 형체를 해체하여, 그것을 화면 위에 새로운 질서에 의해서 재구성(再構成)하려는 이른바 입체파(cubism)를 일으켰다. 이탈리아에서는 자연의 형체를 해체하는 데에 시간의 요소를 받아들여 '미래파'를 일으켰다. 칸딘스키는 자연의 대상과는 관계 없이 형상이나 빛깔이 갖는 성질을 살려서 이것들을 화면에 조립시켜, 음색(音色)이 다른 악기를 모아 교향곡을 만들듯이 새로운 질서와 통일을 도모하려 하였다. 다시 말하면 이지적·합리적인 화면 구성이라고 할 수 있겠는데 그것들에 대해서 가장 자유롭게, 부정형(不定形)을 가지고 자기 감정을 분방하게 표현하거나, 또는 완성된 결과 등을 문제 삼지 않고 그림물감을 마구 던져 칠하거나, 뿜어 칠하거나 하는 행동을 취할 때의 정신적인 긴장을 소중히 여기는 액션 페인팅(action painting) 따위도 생겼다.

### 기능주의
기능주의(機能主義, functionalism)는 인간생활과 조형표현과의 사이의 모든 불순물을 제거하여 순수한 질서를 확립코자 하는 것인데, 기능적인 조형표현의 가장 기반이 된다고 할 수 있음과 동시에, 합리적인 추상주의와 연결된다. 설리번의 '형식은 기능에 따른다'고 하는 말은 기능주의의 의도를 정확하게 표현하고 있다.

## 같이 보기
- 동양 미술
- 서양 미술
- 한국 미술
- 현대 미술

## 참고 문헌
- 이 문서에는 다음커뮤니케이션(현 카카오)에서 GFDL 또는 CC-SA 라이선스로 배포한 글로벌 세계대백과사전의 내용을 기초로 작성된 글이 포함되어 있습니다.